# Fanchon (chanson)

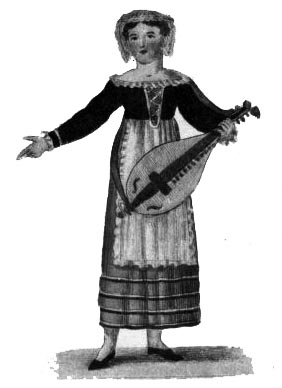
Elise Lindström dans une adaptation suédoise de Fanchon la vielleuse.

Fanchon est une chanson populaire française datant vraisemblablement du XVIIIe siècle.

## Historique

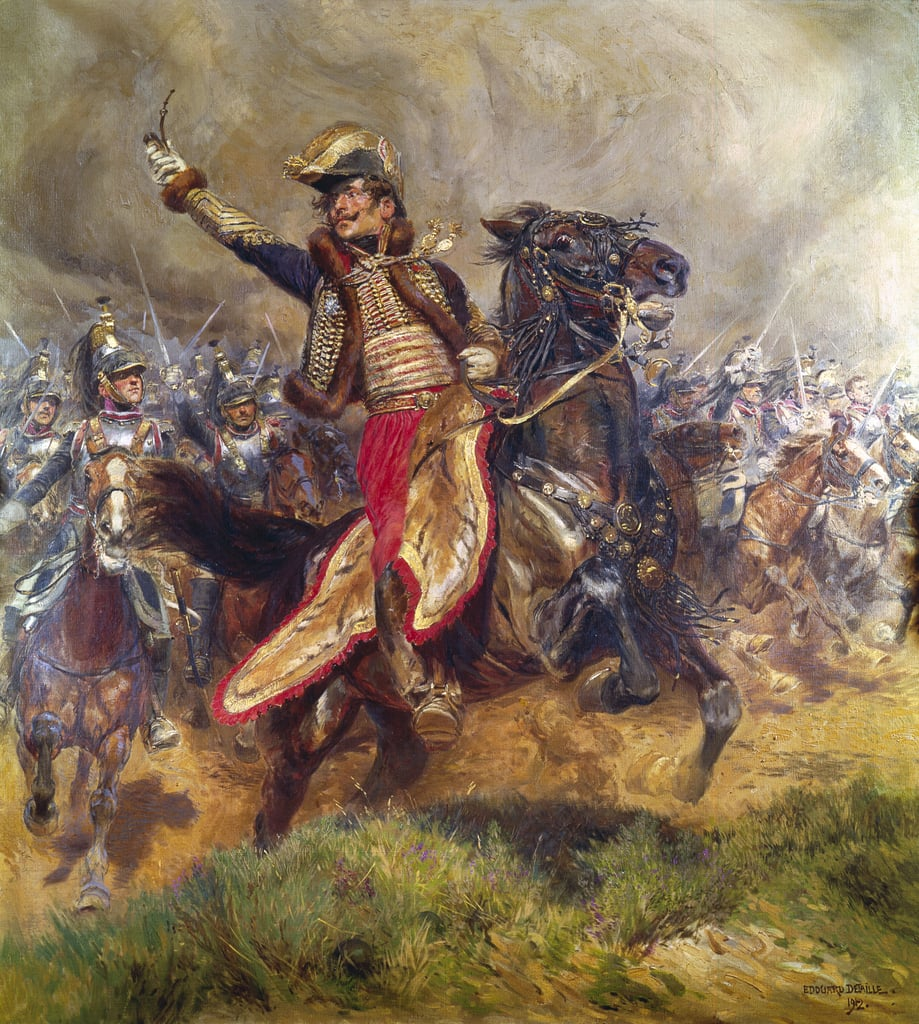
Le Général Lasalle.

La légende propagée par Joseph Vingtrinier attribue la paternité de la chanson au Général Lasalle, qui explique qu'il l'a créée le soir de la bataille de Marengo à la table du Premier consul, le 14 juin 1800. Selon Du Mersan, le timbre est celui de Amour laisse gronder ta mère que l'on trouve en 1760 dans le Chansonnier françois (n° 128) et dans la Clé du Caveau (n° 1073). Du Mersan attribue un parrain allemand à Fanchon, la protagoniste de la chanson. Le même parrain deviendra bourguignon à la suite de la guerre de 1871, et aux tensions grandissantes entre la France et l’Allemagne nouvellement créée. 
Cependant, il apparaît que Lasalle n’a pas composé cette chanson, car elle était déjà passée depuis longtemps dans le répertoire militaire. Elle semble en vérité avoir été écrite par l'abbé Gabriel-Charles de Lattaignant en 1757, et Lasalle ne se serait qu’inspiré des paroles d'origine. Le prolifique abbé est l'auteur de milliers de vers et on lui attribue les paroles de J'ai du bon tabac.  
Si Fanchon est populaire en cette année 1800, c’est que le théâtre du Vaudeville vient de faire jouer 400 fois de suite, un record pour l’époque, Fanchon la vielleuse, une pièce écrite par Jean-Nicolas Bouilly et Joseph-Marie Pain et mise en musique par Joseph-Denis Doche, chef d’orchestre du théâtre. Bouilly, surnommé par ses contemporains “Lacrymal”, racontait de manière romancée l’histoire d’une chanteuse des rues nommée Fanchon, célèbre dans la décennie 1760. La légende populaire voulait qu’elle ait fait fortune, avant de se retirer pour pratiquer la charité. On comprend alors mieux pourquoi Lasalle entonna Fanchon un soir de victoire, considérant la popularité de cette chanson à l’époque.
Ainsi, Fanchon est probablement une des chansons les plus appréciées du répertoire des soldats. Elle est une des rares chansons des soldats de l'ancienne monarchie à avoir survécu à la Révolution, pour rester populaire après la Grande Guerre et se maintenir dans les recueils, comme dans les enregistrements militaires au début du XXIe siècle.

## Paroles
1. Amis, il faut faire une pause,

J'aperçois l'ombre d'un bouchon,

Buvons à l'aimable Fanchon,

Chantons pour elle quelque chose.

Refrain

Ah ! Que son entretien est doux,

Qu'elle a de mérite et de gloire.

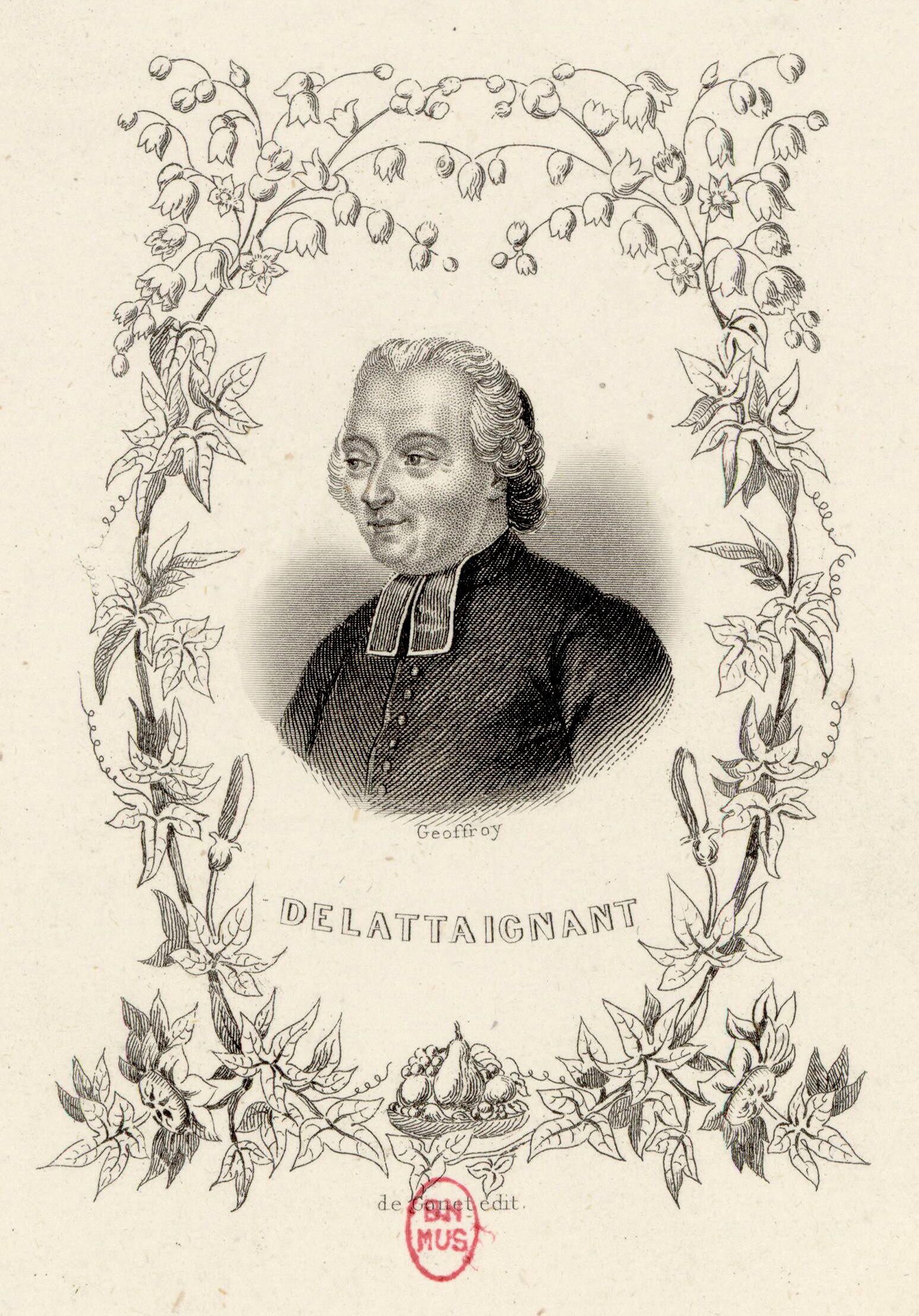
Gabriel-Charles de Lattaignant.

Elle aime à rire, elle aime à boire (A BOIRE!),

Elle aime à chanter comme nous,

Elle aime à rire, elle aime à boire 

Elle aime à chanter comme nous,

Et qu'est-ce qu'elle aime?

Elle aime à rire, elle aime à boire,

Elle aime à chanter comme nous,

Oui comme nous, oui comme nous (oui, comme nous!)

2. Fanchon quoique bonne chrétienne,

Fut baptisée avec du vin,

Un bourguignon fut son parrain,

Une bretonne sa marraine.

3.Fanchon préfère la grillade

A d'autres mets plus délicats,

Son teint prend un nouvel éclat

Quand on lui verse une rasade.

4. Fanchon ne se montre cruelle

Que lorsqu'on lui parle d'amour,

Mais moi je ne lui fais la cour

Que pour m'enivrer avec elle.

5. Un jour le voisin La Grenade  

Lui mit la main dans le corset,  

Elle riposta d'un soufflet  

Sur le museau du camarade. 

## Citations et emprunts
- Le début de cette chanson est cité dans Mon oncle Benjamin, le roman de Claude Tillier (1843) ; Benjamin, arrivant avec ses amis en vue du cabaret de Manette, se met à chanter "de sa voix de stentor" : Amis il faut faire une pause, / J'aperçois l'ombre d'un bouchon.

- Jacques Offenbach cite cette chanson dans Madame Favart (1878), dans l'Ouverture et dans le Chœur du premier acte « Allons, allons, vite à table » (no 4)[2].

- Une variante de Fanchon est reprise dans le film d'horreur franco-belge Grave : les étudiants chantent cette chanson pour accueillir les nouveaux bizuts[réf. nécessaire].